# Montrem
Montrem est une commune française située dans le département de la Dordogne, en région Nouvelle-Aquitaine.

## Géographie

### Généralités
Située en Périgord central, dans le département de la Dordogne, et incluse dans l'unité urbaine de Saint-Astier, la commune de Montrem est bordée au nord par l'Isle, principal affluent de la Dordogne et traversée d'ouest en est par l'autoroute A89.
De la commune, ce n'est pas le village de Montrem, pourtant chef-lieu officiel de la commune de ce nom, à l'écart des principales voies de circulation, qui est le plus connu, mais le bourg de Montanceix où est implantée la mairie, sur la route départementale 6089 (l'ancienne route nationale 89) ; en distances orthodromiques, la mairie se trouve trois kilomètres et demi à l'est du centre-ville de Saint-Astier, douze kilomètres à l'ouest-sud-ouest de celui de Périgueux, et deux kilomètres et demi au nord-ouest de l'échangeur no 14 Périgueux-Ouest sur l'autoroute A89.
La commune est également desservie au nord par la route départementale 41, en direction de Saint-Astier et au sud par la RD 43 en direction de Manzac-sur-Vern.
La commune est traversée par la ligne ferroviaire Bordeaux-Périgueux, les gares les plus proches étant celles de Razac et de Saint-Astier, situées respectivement à trois et cinq kilomètres du bourg de Montanceix, par la route.

### Communes limitrophes
Montrem est limitrophe de six autres communes. Au nord, son territoire est distant d'environ 250 mètres de celui de Léguillac-de-l'Auche.
|              | Annesse-et-Beaulieu | Razac-sur-l'Isle |
| Saint-Astier | Montrem             | Coursac          |
| Grignols     | Manzac-sur-Vern     |                  |

### Géologie et relief

#### Géologie
Situé sur la plaque nord du Bassin aquitain et bordé à son extrémité nord-est par une frange du Massif central, le département de la Dordogne présente une grande diversité géologique. Les terrains sont disposés en profondeur en strates régulières, témoins d'une sédimentation sur cette ancienne plate-forme marine. Le département peut ainsi être découpé sur le plan géologique en quatre gradins différenciés selon leur âge géologique. Montrem est située dans le troisième gradin à partir du nord-est, un plateau formé de calcaires hétérogènes du Crétacé.
Les couches affleurantes sur le territoire communal sont constituées de formations superficielles du Quaternaire et de roches sédimentaires datant pour certaines du Cénozoïque, et pour d'autres du Mésozoïque. La formation la plus ancienne, notée c5a(2), date du Campanien 1, des calcaires packstone à wackstone crayo-marneux gris blanchâtres à subalvéolines à silex gris ou noirs. La formation la plus récente, notée CFp, fait partie des formations superficielles de type colluvions indifférenciées de versant, de vallon et plateaux issues d'alluvions, molasses, altérites. Le descriptif de ces couches est détaillé dans  la feuille « no 782 - Mussidan » de la carte géologique au 1/50 000 de la France métropolitaine, et sa notice associée.

Carte géologique de Montrem.

#### Relief et paysages
Le département de la Dordogne se présente comme un vaste plateau incliné du nord-est (491 m, à la forêt de Vieillecour dans le Nontronnais, à Saint-Pierre-de-Frugie) au sud-ouest (2 m à Lamothe-Montravel). L'altitude du territoire communal varie quant à elle entre 65 mètres au nord, en aval du barrage du Moulin du Puy, là où le bras oriental de l'Isle quitte la commune pour entrer sur celle de Saint-Astier, et 217 mètres au sud du territoire communal, au sud du lieu-dit les Rolphies.
Dans le cadre de la Convention européenne du paysage entrée en vigueur en France le 1er juillet 2006, renforcée par la loi du 8 août 2016 pour la reconquête de la biodiversité, de la nature et des paysages, un atlas des paysages de la Dordogne a été élaboré sous maîtrise d’ouvrage de l’État et publié en octobre 2020. Les paysages du département s'organisent en huit unités paysagères,. La commune est dans l'unité paysagère de la « Vallée de l'Isle », qui présente un profil contrasté : une vallée relativement encaissée, aux coteaux affirmés, dominant le fond de vallée de 60 à 80 m en amont de Mussidan, une vallée plus élargie en aval avec un fond de vallée plat, large de 1,5 à 2 km. À la fois agricole et urbanisée, elle est parcourue par de nombreuses voies de communication,.
La superficie cadastrale de la commune publiée par l'Insee, qui sert de référence dans toutes les statistiques, est de 20,15 km2,,. La superficie géographique, issue de la BD Topo, composante du Référentiel à grande échelle produit par l'IGN, est quant à elle de 20,74 km2.

### Hydrographie

#### Réseau hydrographique
La commune est située dans le bassin de la Dordogne au sein du Bassin Adour-Garonne. Elle est drainée par l'Isle, le Naussac, le Longeron, le ruisseau de Lacaud, le ruisseau de Loirat, le ruisseau de Pavie et par divers petits cours d'eau, qui constituent un réseau hydrographique de 28 km de longueur totale,.
L'Isle, d'une longueur totale de 255,29 km, prend sa source dans la Haute-Vienne dans la commune de Janailhac et se jette dans la Dordogne — dont elle est le principal affluent — en rive droite face à Arveyres, en limite de Fronsac et de Libourne,. Elle borde la commune au nord sur quatre kilomètres et demi, face à Annesse-et-Beaulieu et Saint-Astier.
Trois de ses affluents de rive gauche baignent le territoire communal : le Naussac dans le nord-est sur trois kilomètres et demi, le ruisseau de Pavie dans le sud-ouest sur près de deux kilomètres, dont 500 mètres en limite de Grignols, et le Longeron qui sert de limite naturelle sur plus de deux kilomètres au nord-est, face à Razac-sur-l'Isle.
Affluent de rive gauche du Naussac, le ruisseau de Lacaud prend sa source dans le sud de la commune qu'il arrose sur plus de deux kilomètres et demi.
Le ruisseau de Loirat, affluent de rive droite du ruisseau de Pavie, prend sa source dans le sud-ouest du territoire communal qu'il baigne sur plus de deux kilomètres.

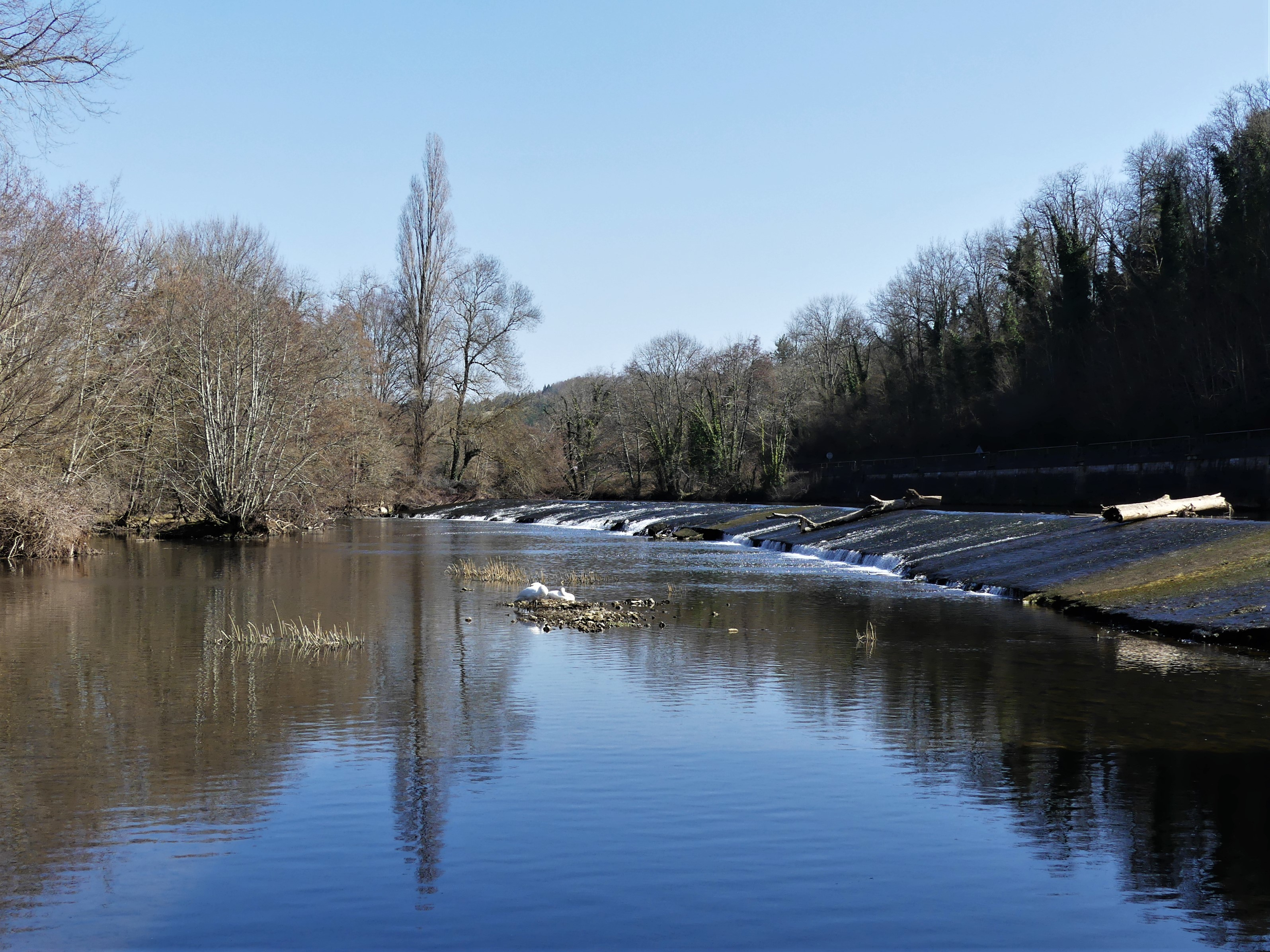
Barrage sur l'Isle à Montanceix.
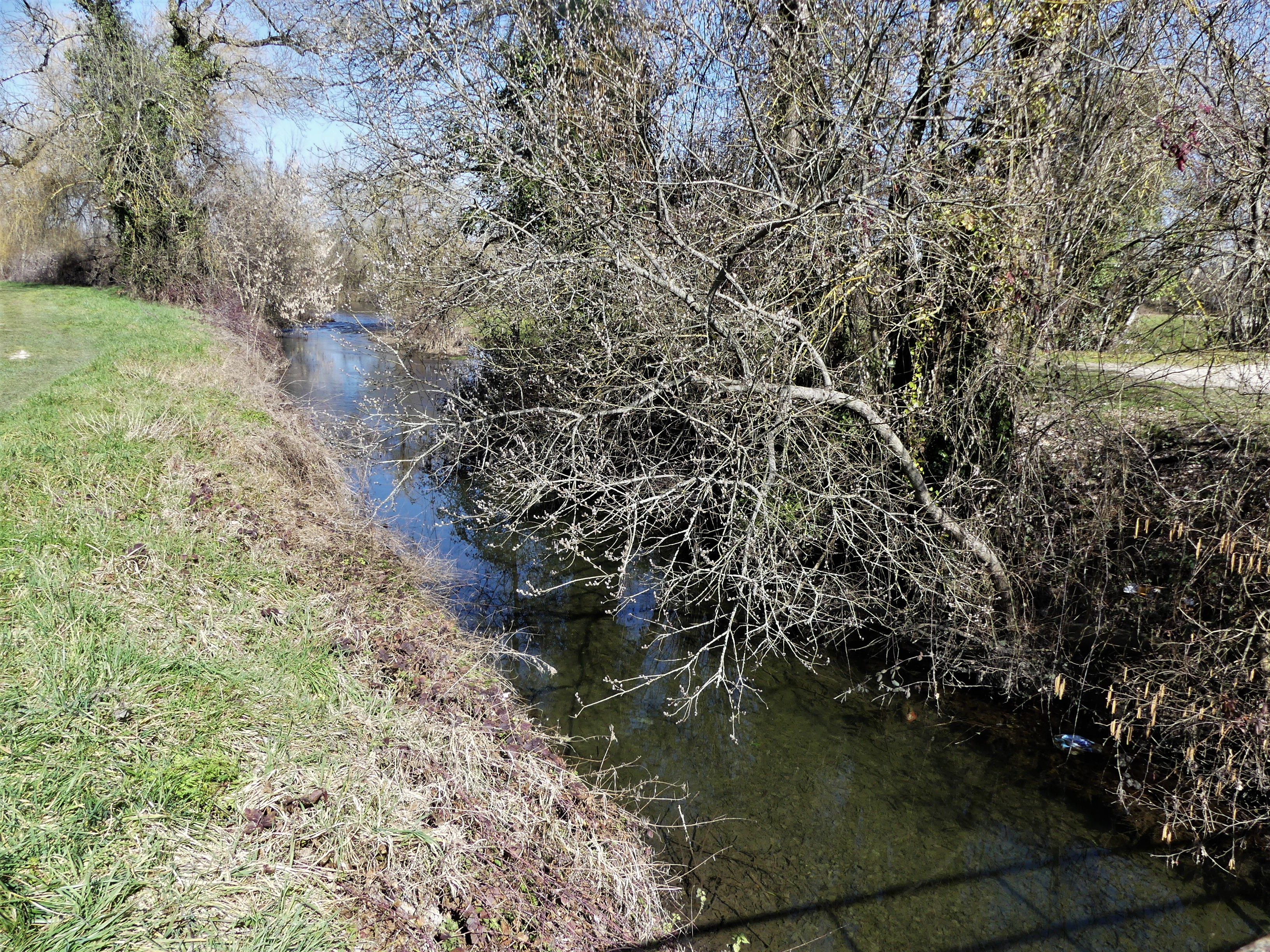
Le Naussac au nord de Montanceix.
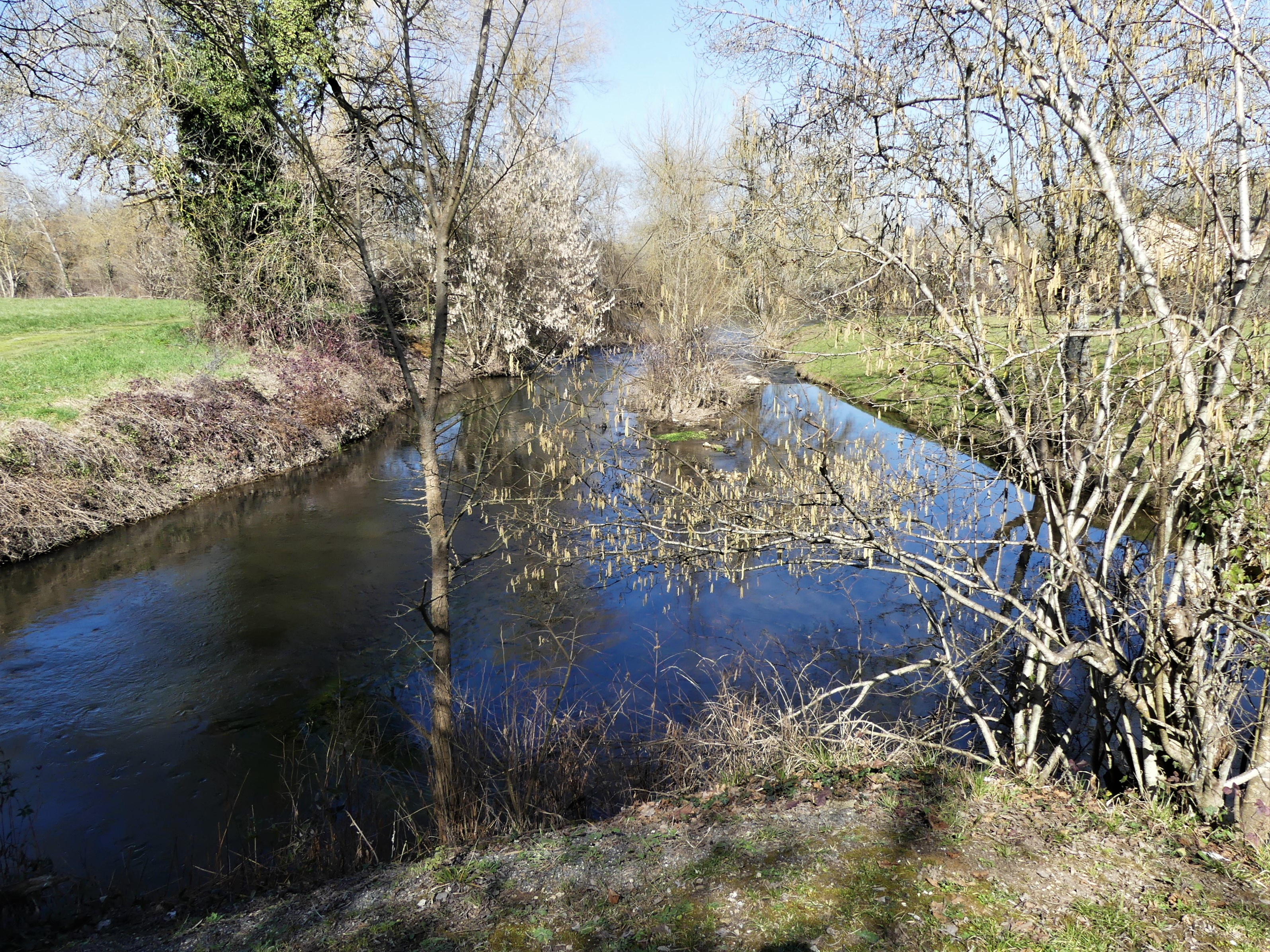
Confluent du Naussac et d'un bras de l'Isle.
Réseaux hydrographique et routier de Montrem.

#### Gestion et qualité des eaux
Le territoire communal est couvert par le schéma d'aménagement et de gestion des eaux (SAGE) « Isle - Dronne ». Ce document de planification, dont le territoire regroupe les bassins versants de l'Isle et de la Dronne, d'une superficie de 7 500 km2, a été approuvé le 2 août 2021. La structure porteuse de l'élaboration et de la mise en œuvre est l'établissement public territorial de bassin de la Dordogne (EPIDOR). Il définit sur son territoire les objectifs généraux d’utilisation, de mise en valeur et de protection quantitative et qualitative des ressources en eau superficielle et souterraine, en respect des objectifs de qualité définis dans le troisième SDAGE  du Bassin Adour-Garonne qui couvre la période 2022-2027, approuvé le 10 mars 2022.
La qualité des eaux de baignade et des cours d’eau peut être consultée sur un site dédié géré par les agences de l’eau et l’Agence française pour la biodiversité.

### Climat
Pour des articles plus généraux, voir Climat de la Nouvelle-Aquitaine et Climat de la Dordogne.
En 2010, le climat de la commune est de type climat océanique altéré, selon une étude s'appuyant sur une série de données couvrant la période 1971-2000. En 2020, Météo-France publie une typologie des climats de la France métropolitaine dans laquelle la commune est toujours exposée à un climat océanique altéré et est dans la région climatique  Aquitaine, Gascogne, caractérisée par une pluviométrie abondante au printemps, modérée en automne, un faible ensoleillement au printemps, un été chaud (19,5 °C), des vents faibles, des brouillards fréquents en automne et en hiver et des orages fréquents en été (15 à 20 jours).
Pour la période 1971-2000, la température annuelle moyenne est de 12,6 °C, avec  une amplitude thermique annuelle de 15,1 °C. Le cumul annuel moyen de précipitations est de 841 mm, avec 12,2 jours de précipitations en janvier et 6,6 jours en juillet. Pour la période 1991-2020, la température moyenne annuelle observée sur la station météorologique la plus proche, située sur la commune de Coulounieix-Chamiers à 10 km à vol d'oiseau, est de 13,1 °C et le cumul annuel moyen de précipitations est de 912,2 mm,. Pour l'avenir, les paramètres climatiques de la commune estimés pour 2050 selon différents scénarios d’émission de gaz à effet de serre sont consultables sur un site dédié publié par Météo-France en novembre 2022.

### Milieux naturels et biodiversité

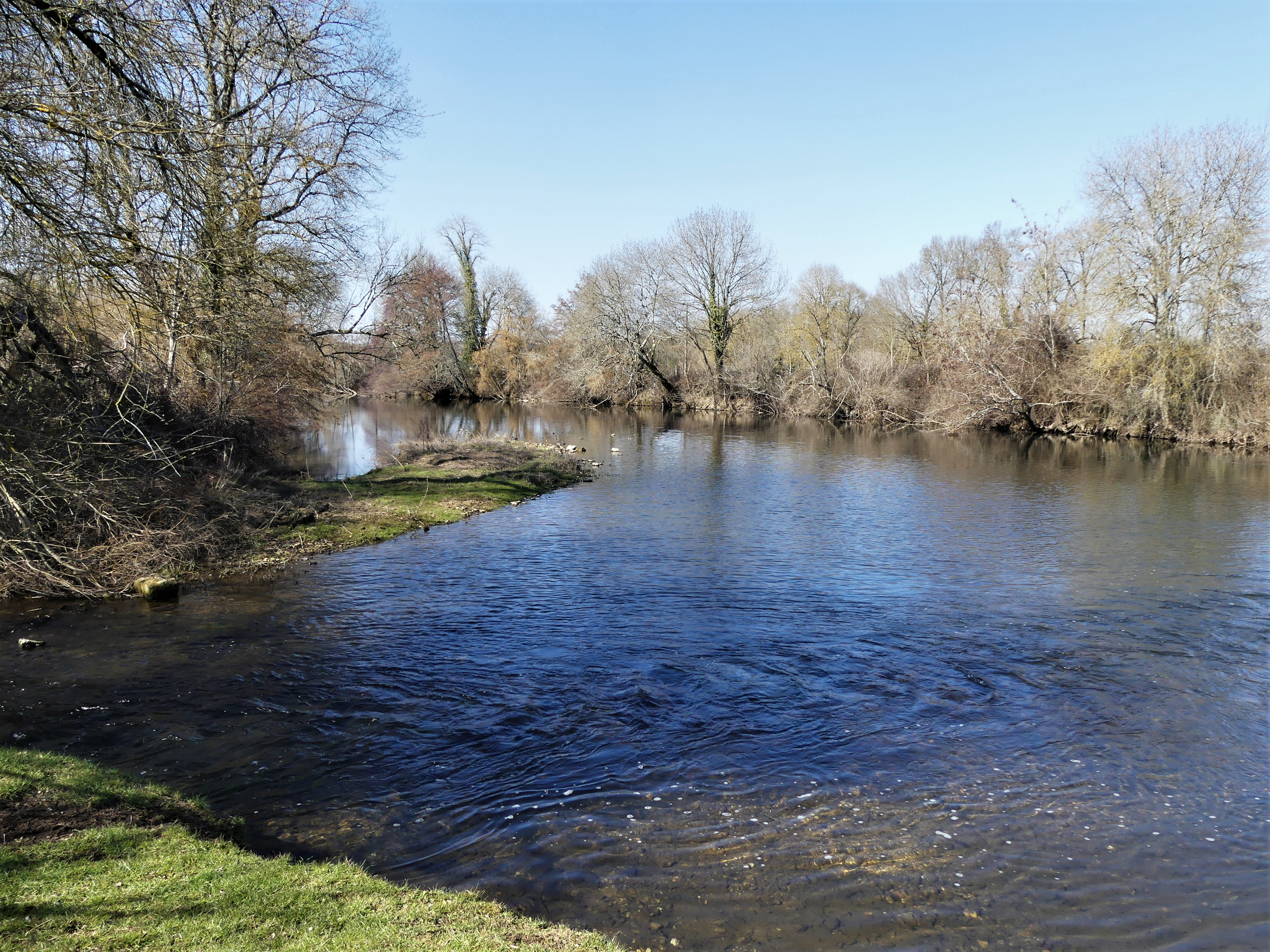
Confluence d'un bras de l'Isle avec le cours principal de la rivière à Montanceix.

#### Espaces protégés
La protection réglementaire est le mode d'intervention le plus fort pour préserver des espaces naturels remarquables et leur biodiversité associée,.
La commune fait partie du bassin de la Dordogne, un territoire d'une superficie de 24 000 km2 reconnu réserve de biosphère par l'UNESCO en juillet 2012 et se situe dans sa « zone de transition », hormis la vallée de l'Isle qui fait partie de sa « zone tampon ».

#### Réseau Natura 2000
Le réseau Natura 2000 est un réseau écologique européen de sites naturels d'intérêt écologique élaboré à partir des directives habitats et oiseaux, constitué de zones spéciales de conservation (ZSC) et de zones de protection spéciale (ZPS).
Un site Natura 2000 a été défini sur la commune.
Le site « vallée de l'Isle de Périgueux à sa confluence avec la Dordogne » est une zone spéciale de conservation qui s'étend sur 7 997 hectares du bassin versant de l'Isle sur 38 communes, dont une moitié sont situées en Dordogne et l'autre en Gironde,. 
Correspondant à la zone inondable de la vallée de l'Isle, ce site est remarquable par la présence de 22 espèces animales et une espèce végétale inscrites à l'annexe II de la directive habitats : un crustacé, neuf insectes, deux mammifères, neuf poissons, un reptile et une plante ptéridophyte.
Sur le territoire de Montrem, cette zone de près de 140 hectares correspond à l'intérieur du méandre des Vignauds, au nord de la route située au nord du lieu-dit les Parrauds, ainsi qu'à une mince bande située entre la rivière et la voie ferrée.

#### Zones naturelles d'intérêt écologique, faunistique et floristique
L'inventaire des zones naturelles d'intérêt écologique, faunistique et floristique (ZNIEFF) a pour objectif de réaliser une couverture des zones les plus intéressantes sur le plan écologique, essentiellement dans la perspective d'améliorer la connaissance du patrimoine naturel national et de fournir aux différents décideurs un outil d'aide à la prise en compte de l'environnement dans l'aménagement du territoire.
En 2023, aucune ZNIEFF n'est recensée sur la commune d'après l'INPN.
Cependant, la ZNIEFF de type 2 « Vallée de l'Isle de Périgueux à Saint-Antoine-sur-l'Isle, Salembre, le Jouis et le Vern » concerne notamment la vallée de l'Isle depuis Gravelle à Annesse-et-Beaulieu jusqu'au pont de la route départementale 41 à Saint-Astier et donc Montrem, sur une zone comprise à l'intérieur de la zone Natura 2000 citée ci-avant, et plus restreinte qu'elle (environ 80 hectares).

## Urbanisme

### Typologie
Au 1er janvier 2024, Montrem est catégorisée commune rurale à habitat dispersé, selon la nouvelle grille communale de densité à 7 niveaux définie par l'Insee en 2022.
Elle appartient à l'unité urbaine de Saint-Astier, une agglomération intra-départementale dont elle est une commune de la banlieue,. Par ailleurs la commune fait partie de l'aire d'attraction de Périgueux, dont elle est une commune de la couronne,. Cette aire, qui regroupe 49 communes, est catégorisée dans les aires de 50 000 à moins de 200 000 habitants,.

### Occupation des sols
L'occupation des sols de la commune, telle qu'elle ressort de la base de données européenne d’occupation biophysique des sols Corine Land Cover (CLC), est marquée par l'importance des forêts et milieux semi-naturels (51,3 % en 2018), une proportion sensiblement équivalente à celle de 1990 (51 %). La répartition détaillée en 2018 est la suivante : 
forêts (47,7 %), zones agricoles hétérogènes (29,4 %), prairies (15,3 %), zones urbanisées (3,9 %), milieux à végétation arbustive et/ou herbacée (3,6 %), terres arables (0,1 %). L'évolution de l’occupation des sols de la commune et de ses infrastructures peut être observée sur les différentes représentations cartographiques du territoire : la carte de Cassini (XVIIIe siècle), la carte d'état-major (1820-1866) et les cartes ou photos aériennes de l'IGN pour la période actuelle (1950 à aujourd'hui).

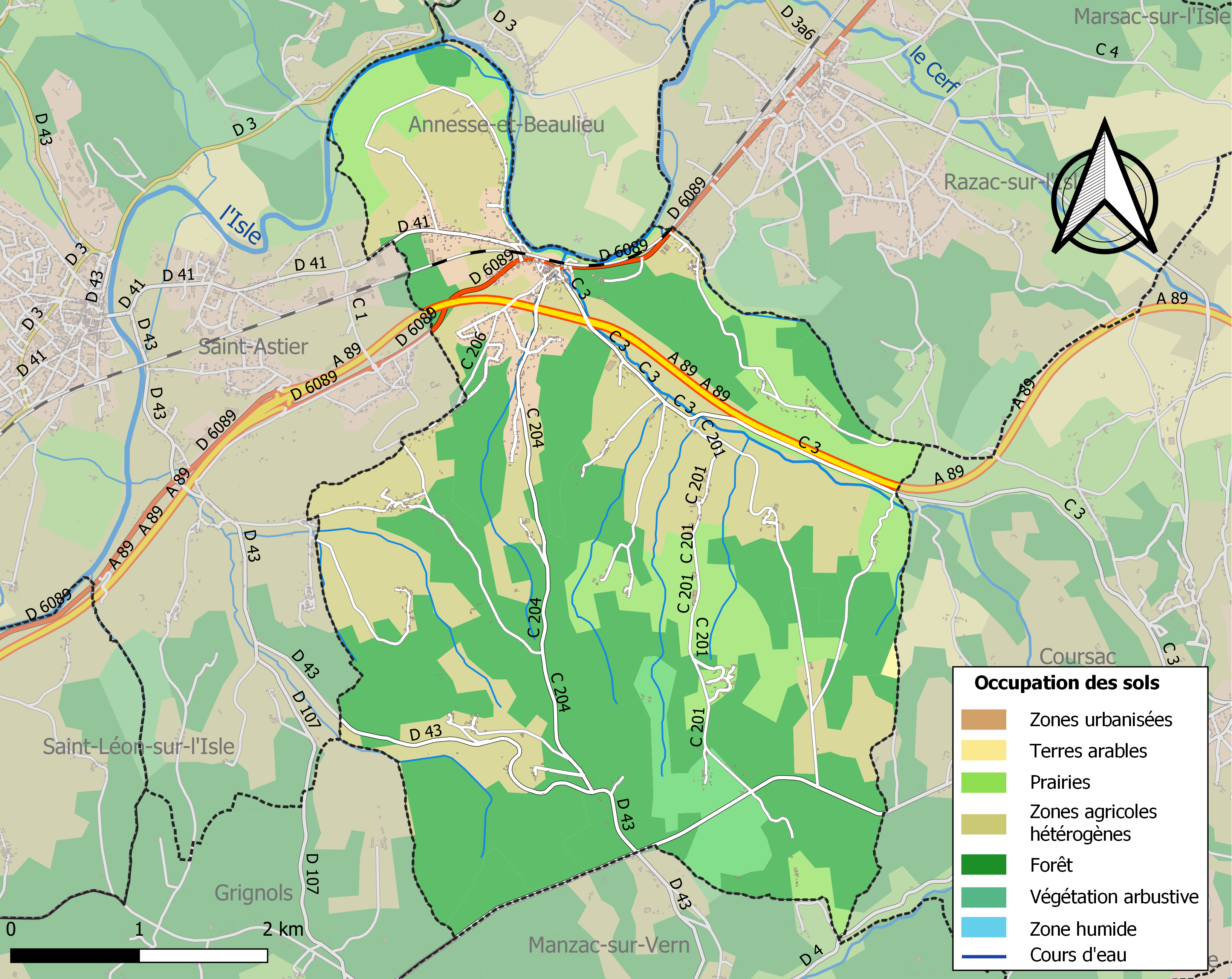
Carte des infrastructures et de l'occupation des sols de la commune en 2018 (CLC).

### Villages, hameaux et lieux-dits
Outre le petit bourg de Montrem proprement dit ainsi que Montanceix (bourg principal où se trouve la mairie), la commune se compose d'autres villages ou hameaux, ainsi que de lieux-dits :
- Angueur
- Barrat
- Breuilh
- Brujacelles
- les Chabroulies
- Chambaraud
- Chancenie
- Chanteroudilles
- le Châtenet
- Côte Folle
- Excidoire
- Fayolle
- Ferrières
- Fleix
- Jarrige
- Lacaud
- Leyssandie
- le Loirat
- la Mouthe
- les Parrauds
- le Peyrat
- Pinet
- Pourtem
- Pratz
- Puyausard
- Puypelat
- les Rolphies
- Saunard
- les Vignauds
- la Vigne Barrade
- Vilaret.

### Prévention des risques
Le territoire de la commune de Montrem est vulnérable à différents aléas naturels : météorologiques (tempête, orage, neige, grand froid, canicule ou sécheresse), inondations, feux de forêts, mouvements de terrains et séisme (sismicité très faible). Il est également exposé à un risque technologique,  le transport de matières dangereuses. Un site publié par le BRGM permet d'évaluer simplement et rapidement les risques d'un bien localisé soit par son adresse soit par le numéro de sa parcelle.

#### Risques naturels
La commune fait partie du territoire à risques importants d'inondation (TRI) de Périgueux, regroupant 12 communes concernées par un risque de débordement de l'Isle, un des 18 TRI qui ont été arrêtés fin 2012 sur le bassin Adour-Garonne. Les événements antérieurs à 2014 les plus significatifs sont les crues de 1783 (5,21 m à l'échelle de crue, la crue la plus importante connue), de 1843 (4,83 m) et de 1944 (4,5 m, 630 m3/s, la crue centennale de référence). Des cartes des surfaces inondables ont été établies pour trois scénarios : fréquent (crue de temps de retour de 10 ans à 30 ans), moyen (temps de retour de 100 ans à 300 ans) et extrême (temps de retour de l'ordre de 1 000 ans, qui met en défaut tout système de protection). La commune a été reconnue en état de catastrophe naturelle au titre des dommages causés par les inondations et coulées de boue survenues en 1982, 1993, 1999 et 2018,. Le risque inondation est pris en compte dans l'aménagement du territoire de la commune par le biais du plan de prévention des risques inondation (PPRI) de l'« agglomération de Périgueux »  prescrit le 11 mars 2015 et approuvé le 6 février 2018, pour les crues de l'Isle. La crue de 1944, plus haute crue historique bien connue sur l’Isle, avec un débit estimé de 630 m3/s à Périgueux, présente une période de retour centennale et sert de crue de référence au PPRI. La zone la plus exposée au risque inondation est située tout au nord, dans le méandre de l'Isle et concerne les lieux-dits les Vignauds et partiellement les Parrauds.
Montrem est exposée au risque de feu de forêt. L’arrêté préfectoral du 14 mars 2013 fixe les conditions de pratique des incinérations et de brûlage dans un objectif de réduire le risque de départs d’incendie. À ce titre, des périodes sont déterminées : interdiction totale du 15 février au 15 mai et du 15 juin au 15 octobre, utilisation réglementée du 16 mai au 14 juin et du 16 octobre au 14 février. En septembre 2020, un plan inter-départemental de protection des forêts contre les incendies (PidPFCI) a été adopté pour la période 2019-2029,.

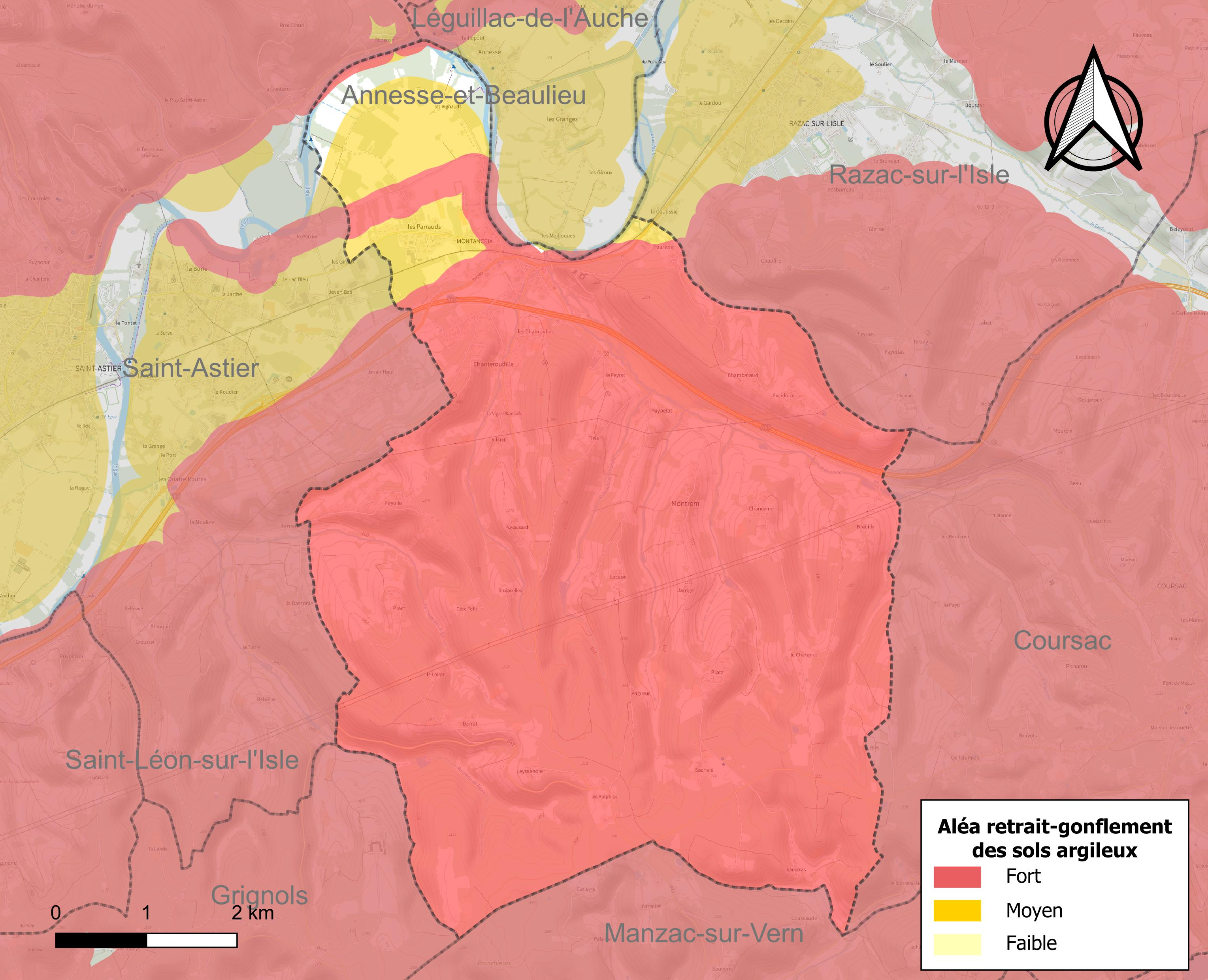
Carte des zones d'aléa retrait-gonflement des sols argileux de Montrem.

Les mouvements de terrains susceptibles de se produire sur la commune sont des tassements différentiels. Le retrait-gonflement des sols argileux est susceptible d'engendrer des dommages importants aux bâtiments en cas d’alternance de périodes de sécheresse et de pluie. 98,2 % de la superficie communale est en aléa moyen ou fort (58,6 % au niveau départemental et 48,5 % au niveau national métropolitain). Depuis le 1er octobre 2020, en application de la loi ÉLAN, différentes contraintes s'imposent aux vendeurs, maîtres d'ouvrages ou constructeurs de biens situés dans une zone classée en aléa moyen ou fort,.
La commune a été reconnue en état de catastrophe naturelle au titre des dommages causés par la sécheresse en 1989, 1992, 1995, 1997, 2005 et 2011 et par des mouvements de terrain en 1999.

## Toponymie
La première mention écrite connue de Montrem date du XIIIe siècle sous la forme « Montrent » dans un pouillé, puis « Montrenc » en 1365,. Il dérive de l'occitan mons signifiant « hauteur » et du nom d'un personnage d'origine germanique Ragino.
En occitan, la commune porte le nom de Montrenc.
Sur la planète Mars, en mars 2021, l'une des cibles d'analyses poussées effectuées sur un affleurement rocheux par l'astromobile Curiosity de la NASA, est baptisée d'après la commune.

## Histoire
Près du bourg de Montanceix se trouvent « un gisement néolithique et des cluzeaux ».
Au Moyen Âge, la paroisse de « Montren » dépendait de la châtellenie de Saint-Astier. L'église de Montrem a été édifiée au XIIe siècle.
Ancienne paroisse du diocèse de Périgueux, la commune de Montrem est créée dans les premières années de la Révolution française.
Au XXIe siècle, le petit bourg de Montanceix est le siège de la mairie et de différents commerces ; il a dû s'établir et prendre de l'importance par rapport au château de Montanceix, situé sur l'éperon rocheux au-dessus de ce bourg et qui était jadis le siège du pouvoir seigneurial pour la paroisse de Montrem. Avant la Révolution de 1789, le marquis d'Abzac de La Douze était baron de Montancès (selon l'orthographe en vigueur alors).

## Politique et administration

### Rattachements administratifs
Dès 1790, la commune de Montrem  a été rattachée au canton de Saint-Astier qui dépendait du district de Perigueux jusqu'en 1795, date de suppression des districts. En 1801, le canton est supprimé et la commune est rattachée au canton de Grignols dépendant de l'arrondissement de Périgueux. Il change de nom et devient le canton de Saint-Astier en 1829, à la suite du transfert du chef-lieu de Grignols vers Saint-Astier.
Lors de l'importante réforme de 2014 définie par le décret du 21 février 2014 et supprimant la moitié des cantons du département, la commune reste attachée au même canton.

### Intercommunalité
Fin 2002, Montrem intègre dès sa création la communauté de communes Astérienne Isle et Vern. Celle-ci disparaît le 31 décembre 2013, remplacée au 1er janvier 2014 par une nouvelle intercommunalité élargie, la communauté de communes Isle Vern Salembre en Périgord.

### Administration municipale
La population de la commune étant comprise entre 500 et 1 499 habitants au recensement de 2017, quinze conseillers municipaux ont été élus en 2020,.

### Liste des maires
| Période                                  | Période       | Identité          | Étiquette | Qualité |
| ---------------------------------------- | ------------- | ----------------- | --------- | --- |
| Les données manquantes sont à compléter. |               |                   |           | |
|                                          |               |                   |           | |
| octobre 1813                             |               | Léonard Champeaux |           | |
|                                          |               |                   |           | |
| avant 1830                               | 1840          | Champeaux         |           | |
|                                          |               |                   |           | |
|                                          | 1845          | Dumas             |           | |
|                                          |               |                   |           | |
| janvier 1819                             | décembre 1819 | Jean Veyssière    |           | |
|                                          |               |                   |           | |
| mars 1965                                | juin 1995     | Roger Ranoux      | PCF       | Ancien député (1956-1958) |
| juin 1995                                | mai 2020      | Jacques Ranoux    | DVG       | Directeur de village de vacances Président de la communauté de communes Astérienne Isle et Vern, (2011-2013) Président de la communauté de communes Isle Vern Salembre en Périgord (2014-2020) Conseiller départemental du canton de Saint-Astier depuis 2021 |
| mai 2020                                 | En cours      | Sylvie Bouton     |           | |

## Équipements et services publics

### Enseignement
En 2023, la commune possède une école élémentaire publique à Montanceix

### Justice
Dans le domaine judiciaire, Montrem relève : 
- du tribunal judiciaire, du tribunal pour enfants, du conseil de prud'hommes et du tribunal de commerce de Périgueux ;
- du pôle Nationalité du tribunal judiciaire de Périgueux (compétent uniquement dans le domaine de la nationalité) ;
- de la cour d'appel, du tribunal administratif et de la  cour administrative d'appel de Bordeaux.

### Sécurité
Pour la sécurité, la commune dépend de la brigade de gendarmerie de Saint-Astier.

## Démographie
Les habitants de Montrem se nomment les Montrémois.
L'évolution du nombre d'habitants est connue à travers les recensements de la population effectués dans la commune depuis 1793. Pour les communes de moins de 10 000 habitants, une enquête de recensement portant sur toute la population est réalisée tous les cinq ans, les populations de référence des années intermédiaires étant quant à elles estimées par interpolation ou extrapolation. Pour la commune, le premier recensement exhaustif entrant dans le cadre du nouveau dispositif a été réalisé en 2005.

En 2022, la commune comptait 1 203 habitants, en évolution de −4,07 % par rapport à 2016 (Dordogne : +0,37 %, France hors Mayotte : +2,11 %).
| 1793  | 1800 | 1806  | 1821  | 1831  | 1836  | 1841  | 1846  | 1851  |
| ----- | ---- | ----- | ----- | ----- | ----- | ----- | ----- | ----- |
| 1 038 | 769  | 1 040 | 1 183 | 1 113 | 1 116 | 1 131 | 1 088 | 1 192 |

| 1856  | 1861  | 1866  | 1872  | 1876  | 1881  | 1886  | 1891 | 1896 |
| ----- | ----- | ----- | ----- | ----- | ----- | ----- | ---- | ---- |
| 1 137 | 1 055 | 1 059 | 1 028 | 1 034 | 1 048 | 1 037 | 931  | 852  |

| 1901 | 1906 | 1911 | 1921 | 1926 | 1931 | 1936 | 1946 | 1954 |
| ---- | ---- | ---- | ---- | ---- | ---- | ---- | ---- | ---- |
| 762  | 765  | 792  | 741  | 730  | 722  | 711  | 756  | 831  |

| 1962 | 1968 | 1975 | 1982 | 1990  | 1999  | 2005  | 2006  | 2010  |
| ---- | ---- | ---- | ---- | ----- | ----- | ----- | ----- | ----- |
| 858  | 770  | 913  | 982  | 1 045 | 1 049 | 1 158 | 1 195 | 1 244 |

| 2015  | 2020  | 2022  | - | - | - | - | - | - |
| ----- | ----- | ----- | - | - | - | - | - | - |
| 1 260 | 1 197 | 1 203 | - | - | - | - | - | - |

## Économie

### Emploi
En 2019, parmi la population communale comprise entre 15 et 64 ans, les actifs représentent 556 personnes, soit 45,8 % de la population municipale. Le nombre de chômeurs (45) a fortement diminué par rapport à 2013 (80) et le taux de chômage de cette population active s'établit à 8,0 %.

### Activités hors agriculture
57 établissements sont implantés  à Azerat au 31 décembre 2020. Le tableau ci-dessous en détaille le nombre par secteur d'activité et compare les ratios avec ceux du département,.
| Secteur d'activité                                                                                        | Commune | Commune | Département |
| Secteur d'activité                                                                                        | Nombre  | %       | %           |
| --- | ------- | ------- | ----------- |
| Ensemble                                                                                                  | 57      | 100 %   | (100 %)     |
| Industrie manufacturière, industries extractives et autres                                                | 10      | 23.3 %  | (10,2 %)    |
| Construction                                                                                              | 6       | 10,5 %  | (14,2 %)    |
| Commerce de gros et de détail, transports, hébergement et restauration                                    | 13      | 22.8 %  | (31,3 %)    |
| Information et communication                                                                              | 2       | 3,5 %   | (1,7 %)     |
| Activités financières et d'assurance                                                                      | 2       | 3,5 %   | (3,4 %)     |
| Activités immobilières                                                                                    | 0       | 0,0 %   | (4,1 %)     |
| Activités spécialisées, scientifiques et techniques et activités de services administratifs et de soutien | 9       | 15,8 %  | (14,5 %)    |
| Administration publique, enseignement, santé humaine et action sociale                                    | 4       | 7,0 %   | (11,5 %)    |
| Autres activités de services                                                                              | 10      | 17,5 %  | (9,1 %)     |

Le secteur du commerce de gros et de détail, des transports, de l'hébergement et de la restauration est prépondérant sur la commune puisqu'il représente 22,8 % du nombre total d'établissements de la commune (13 sur les 57 entreprises implantées à Montrem), contre 31,3 % au niveau départemental.

### Entreprises
Parmi les entreprises dont le siège social est en Dordogne, deux sociétés implantées à Montrem se classent parmi les cinquante premières dans le secteur industriel quant au chiffre d'affaires hors taxes en 2015-2016 :
- la Société industrielle de moules et moulages plastiques IMEPSA (fabrication de pièces techniques à base de matières plastiques) : 26e avec 9 511 k€ ;
- ELP (fabrication de parfums et de produits pour la toilette) : 34e avec 7 625 k€.

## Culture locale et patrimoine

### Lieux et monuments

#### Patrimoine civil
- Le château de Montanceix a été édifié du XIVe au XVIe siècle. Il a été assiégé plusieurs fois pendant la guerre de Cent Ans, et pendant la Fronde, une bataille a eu lieu sous ses murs[78] en 1652[56].
- Manoir de Chancenie datant des XVIIIe et XIXe siècles[79].

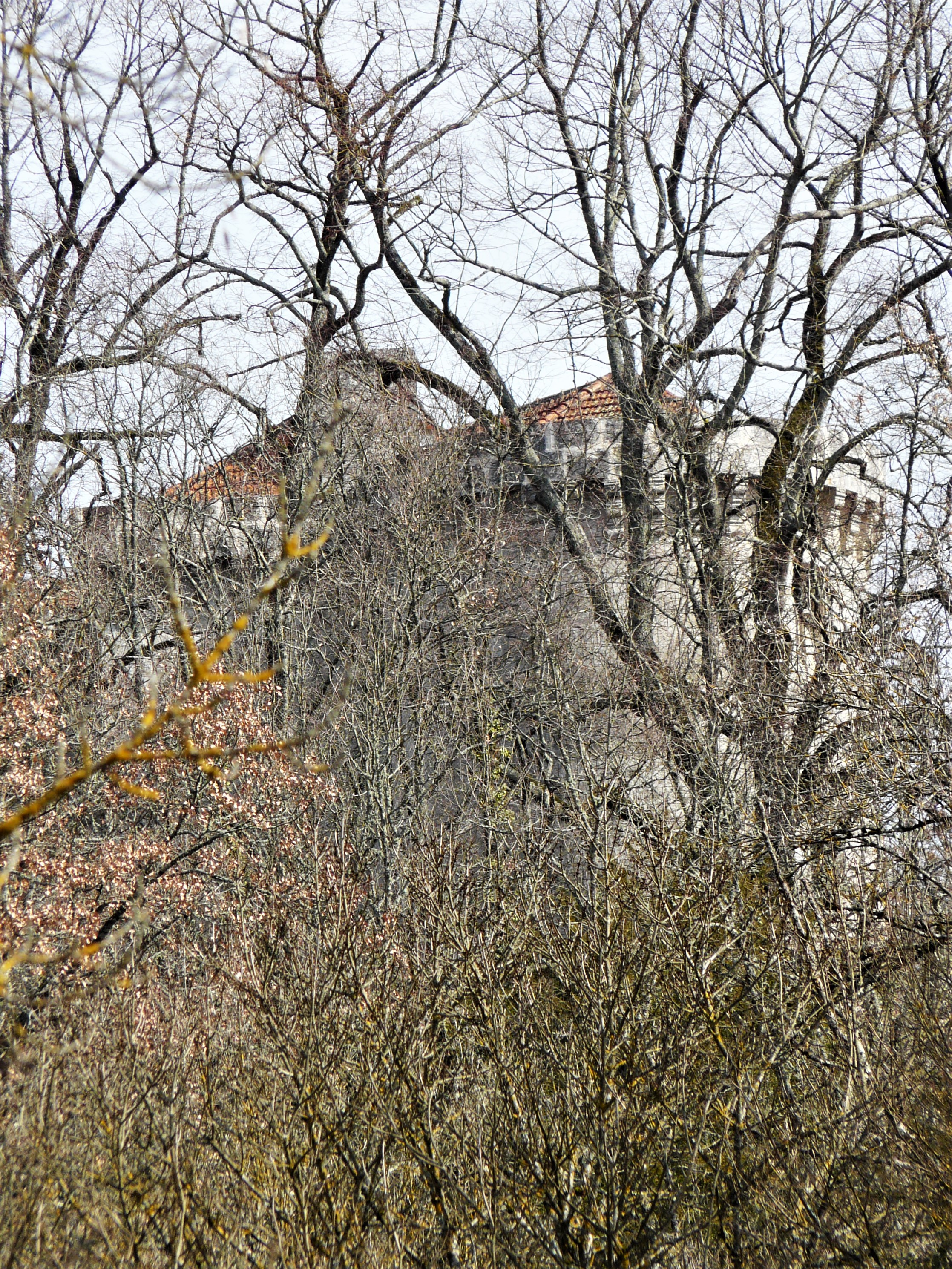
Le château de Montanceix.
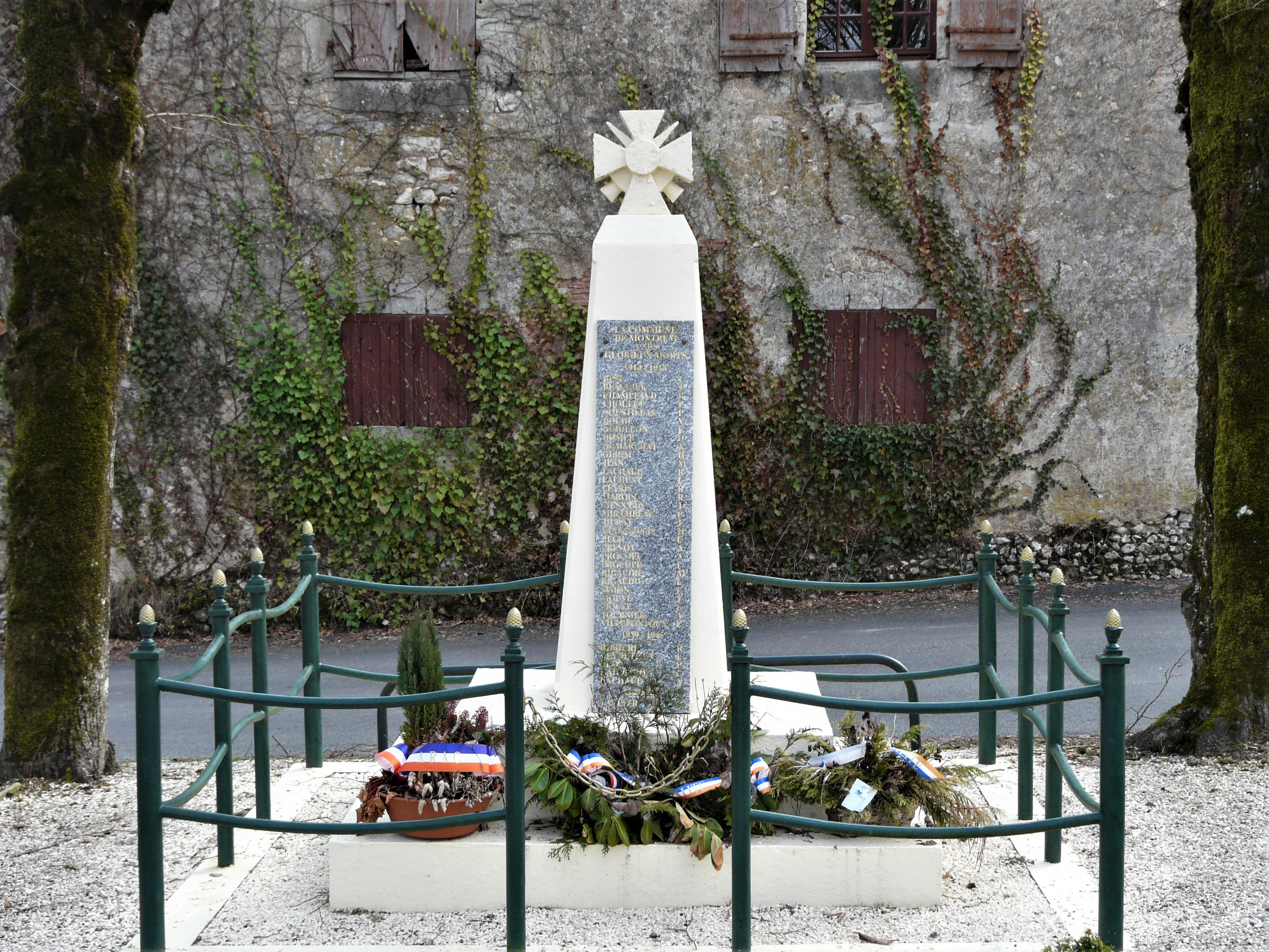
Le monument aux morts de Montrem.
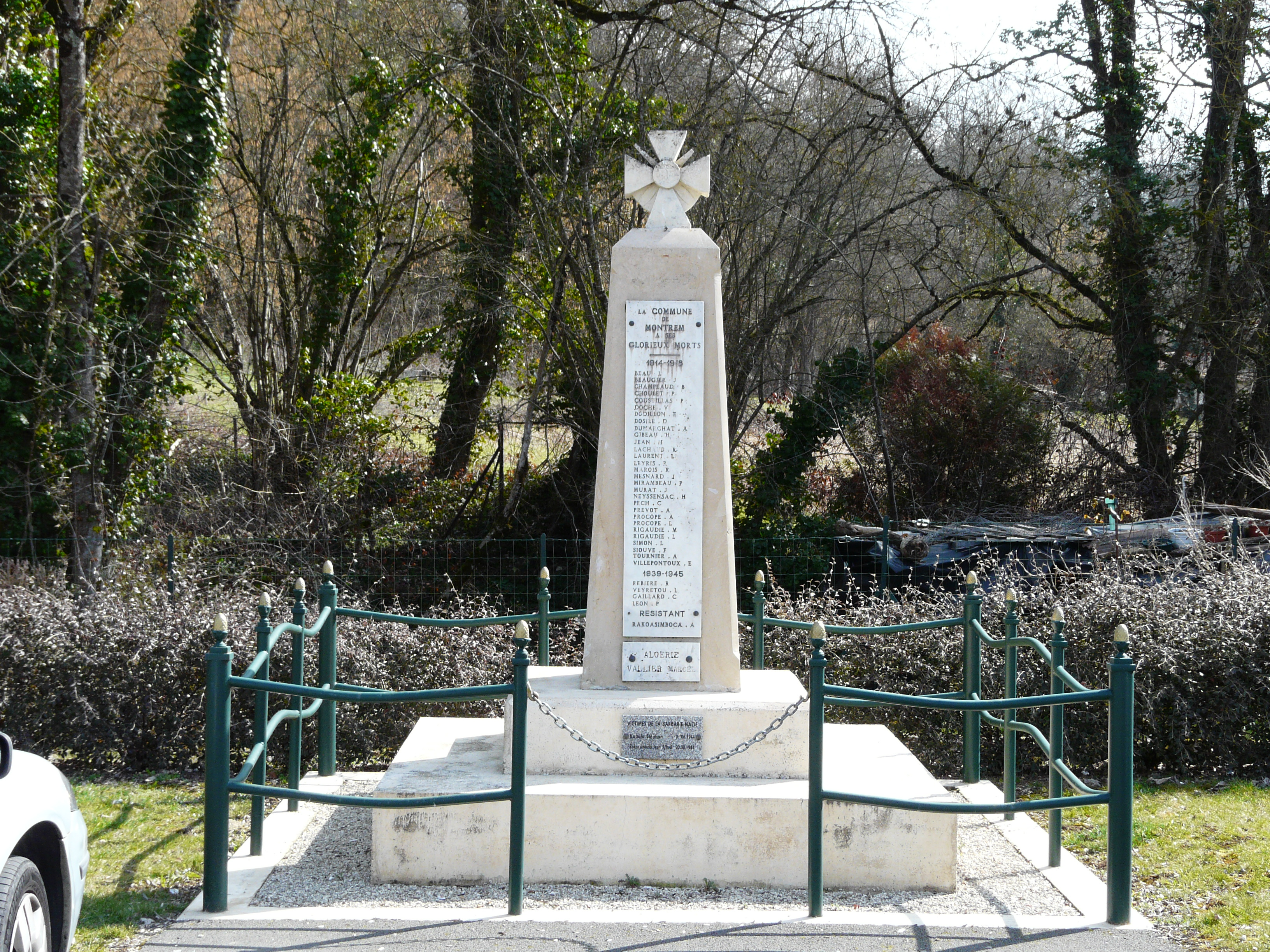
Le monument aux morts de Montanceix.

#### Patrimoine religieux
- L'église Saint-Pierre-ès-Liens de Montrem, romane du XIIe siècle, est partiellement inscrite au titre des monuments historiques en 1948[58]. Elle est mentionnée en 1490 sous la forme Sanctus Petrus de Montrenco[80].
- L'église Notre-Dame de Montanceix, du XIXe siècle, est de style néogothique. Elle a remplacé une ancienne chapelle, également dédiée à Notre-Dame[80].

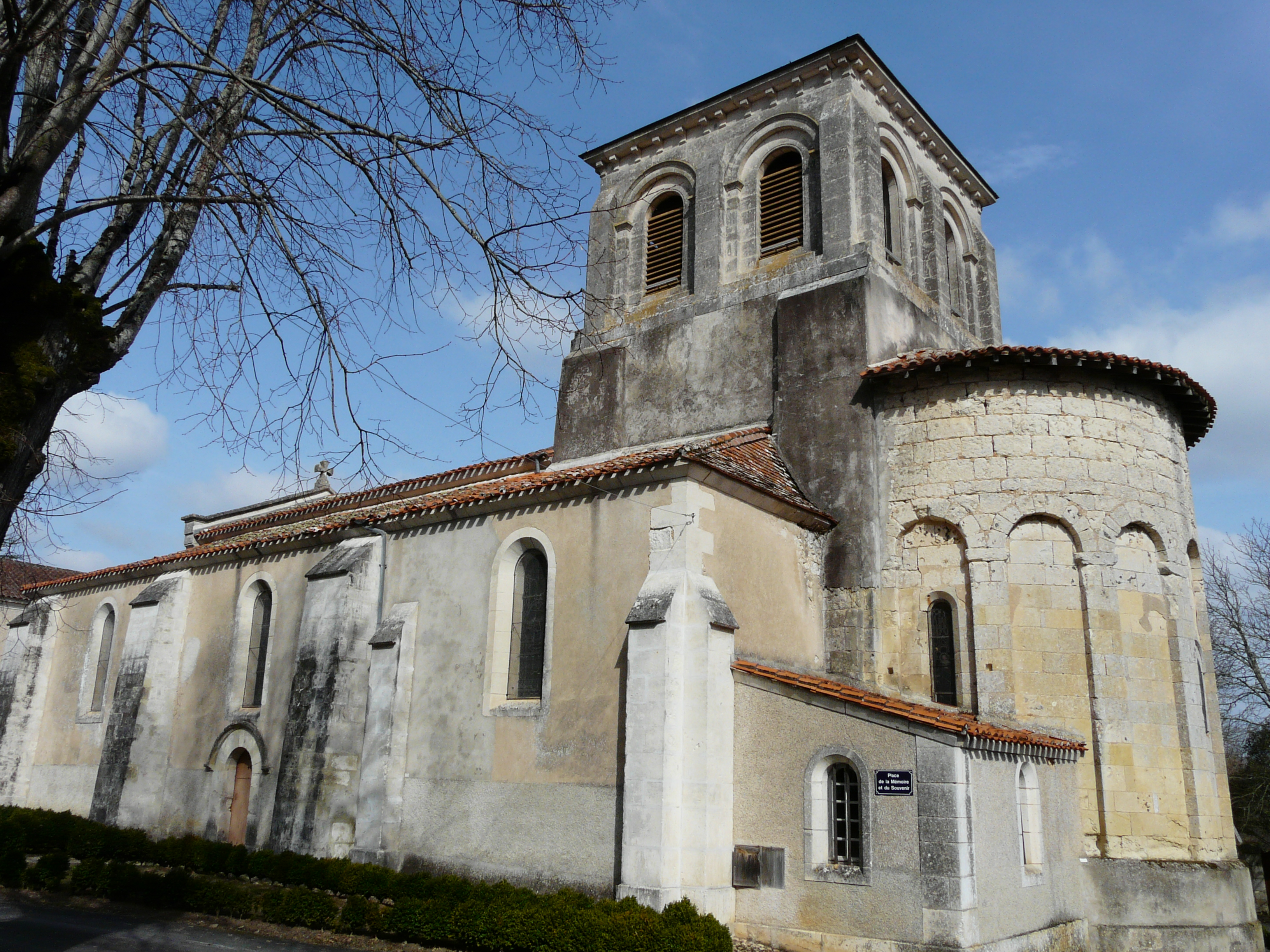
L'église Saint-Pierre-ès-Liens de Montrem.
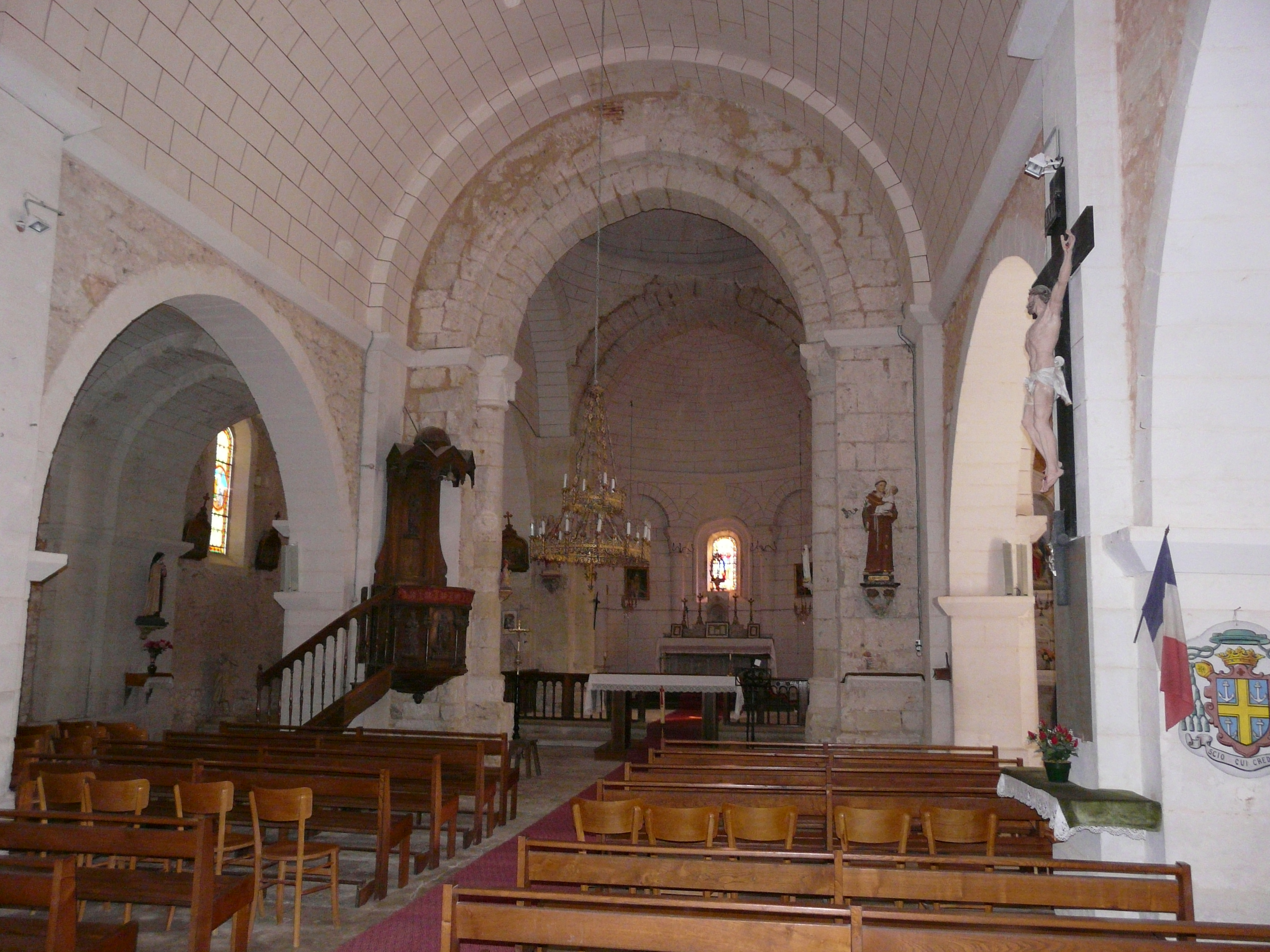
Sa nef.
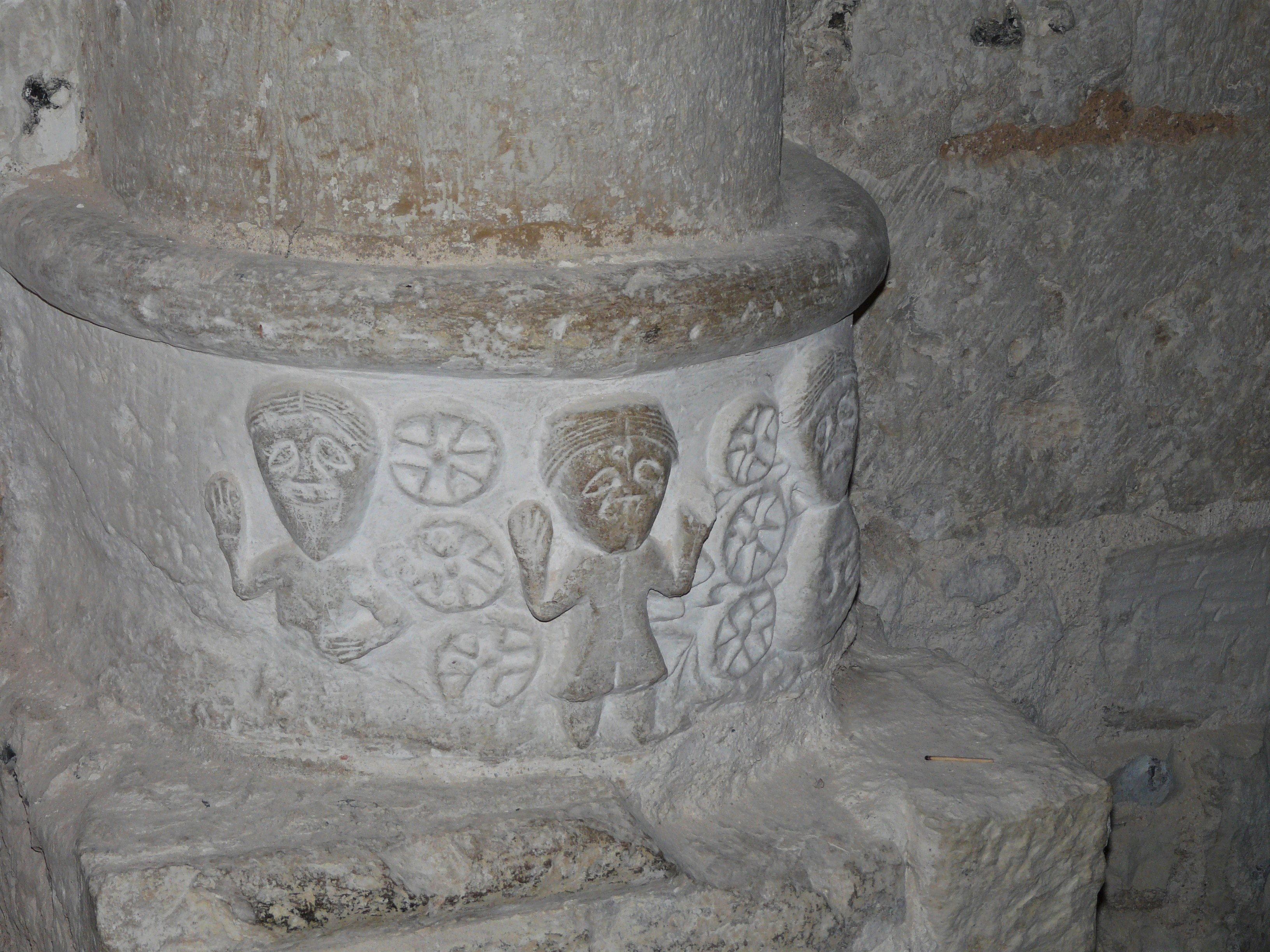
Un pied de colonne sculpté.
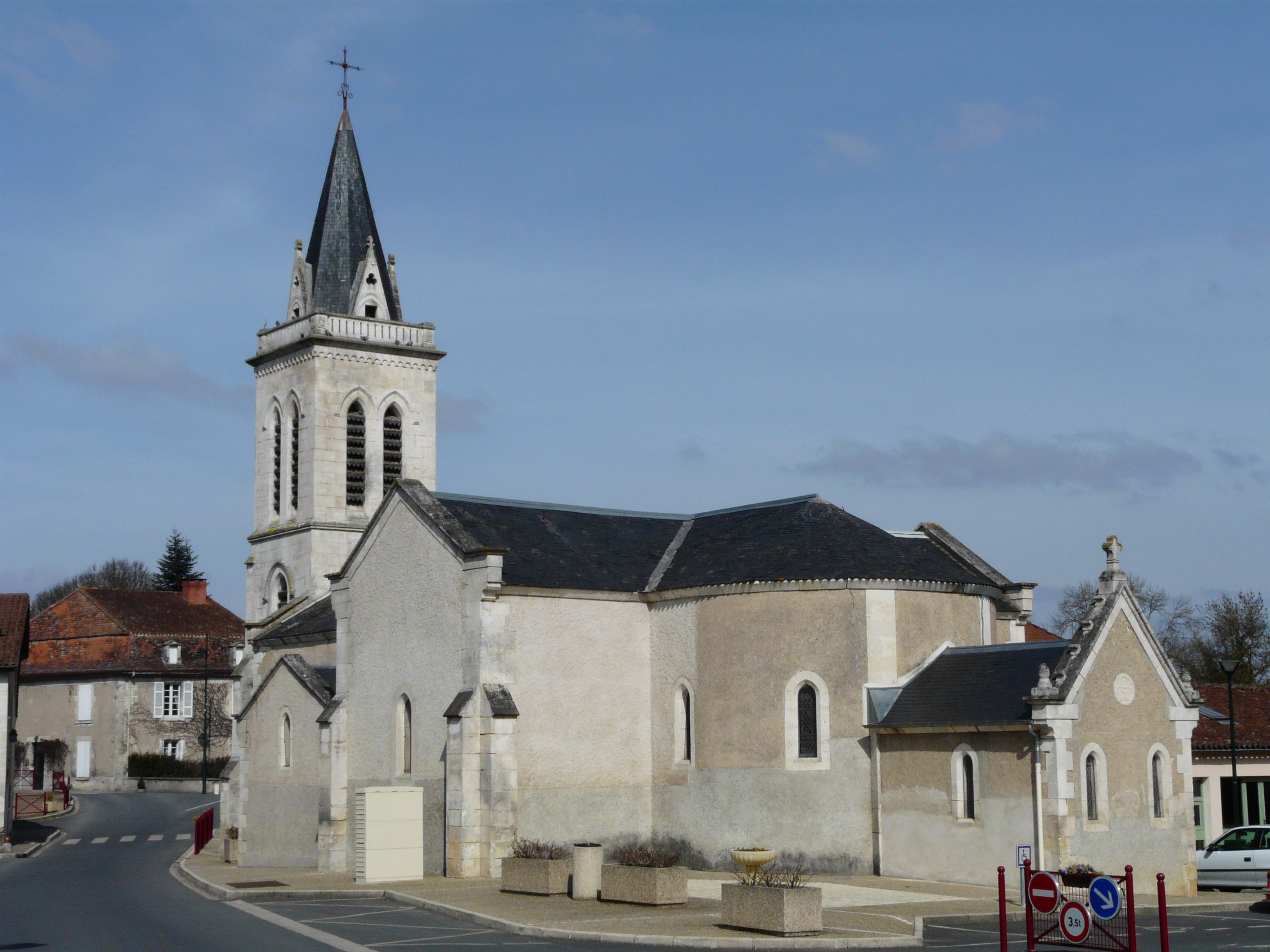
L'église Notre-Dame de Montanceix.

### Personnalités liées à la commune
- Roger Ranoux (1921-2015), importante figure de la Résistance connu en Dordogne sous le nom d'« Hercule », député de 1956 à 1958, fut maire de Montrem de 1965 à 1995[81].
- Michelle Puyrigaud (1926-2021), résistante et responsable communiste, mariée à Roger Ranoux en 1946, a vécu à Montrem.

## Pour approfondir